# Премія Теодора фон Кармана
Пре́мія Теодора фон Ка́рмана (англ. The Theodore von Kármán Prize) — наукова нагорода в галузі прикладної математики.
Премію присуджують раз на п'ять років на знак визнання видатного застосування математики у механіці та/ або інженерних науках.
Нагороду було засновано у 1968 році на честь американського науковця-аеродинаміка Теодора фон Кармана (1881—1963) Товариством з промислової та прикладної математики (SIAM). Грошова сума нагороди становить $2000.

## Список лауреатів
- 1972 Джеффрі І. Тейлор
- 1979 Джордж Ф. Керріер[en] і Джозеф Б. Келлер[en]
- 1984 Джуліан Коул[en]
- 1989 Пол Р. Гарабедян[en]
- 1994 Герберт Б. Келлер[en]
- 1999 Стюарт Ш. Антман[en] і Джон М. Болл
- 2004 Роланд Гловінскі[en]
- 2009 Мері Ф. Віллер[en]
- 2014 Вейнен Е[en] і Річард Д. Джеймс[en]
- 2020 Каушик Бхаттачар'я[en][2]
- 2024 Карен Вілкокс[en]